# Historia de los juegos de rol en España
En el ámbito de los juegos de rol, España tiene una larga y asentada tradición editorial. Los juegos de rol fueron inventados por primera vez entre 1967 y 1973 en Estados Unidos y comercializados en ese país a partir de 1974 con el juego Dungeons & Dragons de la editorial TSR, Inc. En poco tiempo empezaron a ser creados y publicados nuevos juegos de rol estadounidenses, como Traveller (1977) o RuneQuest (1978), entre otros. Fue en aquellos mismos años cuando unos pocos jugadores, pioneros en España, introdujeron por primera vez en su país a estos primeros juegos de rol estadounidenses de la década de 1970.

## Años 1970: los primeros juegos de rol en España
Como ya había sido el caso en Estados Unidos, la primera comunidad española de jugadores de rol nació en el seno de una comunidad de jugadores ya preexistente, la que jugaba a juegos de guerra (popularmente conocidos como wargames). Los principales introductores del wargaming en España fueron, en los años 60, unos pocos socios de la Agrupación de Miniaturistas Militares de España, fundada en 1959 en Barcelona por aquel entonces con el nombre de «Agrupación de Miniaturistas Militares del Fomento de las Artes Decorativas» (el Fomento de las Artes Decorativas, a su vez, había sido fundado en 1903 como una asociación de difusión de la artesanía y el diseño). Uno de los mecenas de la Agrupación de Miniaturistas era el gerundense Joaquim Pla i Dalmau (1917-2005), director de la editorial Dalmau Carles Pla de 1967 a 1981. Apasionado no solo por el miniaturismo sino también por la historia militar en general, Joaquim Pla fue, desde finales de los años 1960, un asiduo practicante del Kriegspiel (literalmente «juego de guerra» en alemán), el juego prusiano antecesor de los wargames jugados sobre tablero. En Caldas de Malavella, provincia de Gerona, Joaquim Pla hizo descubrir el Kriegspiel a principios de los años 1970 a Joaquín Portabella, Alfons Cànovas o Andreu Baget, con una traducción del reglamento alemán que él había realizado con sus propios medios, aunque con algunas modificaciones personales. Cànovas, Portabella y Baget, que ya eran apasionados de militaria, se convirtieron entonces en los primeros jugadores de un wargame en Barcelona, aunque también jugaron con reglamentos diferentes del Kriegspiel y existentes ya en esos años, sobre todo los que un nuevo compañero de partidas, Joaquín Tena, introdujo en el grupo a partir de 1976. Tena, que había sido presentado a Cànovas y Baget por Portabella, traía de Inglaterra reglamentos de wargames sobre su gran pasión, la guerra en la Antigüedad, concretamente los reglamentos de un grupo de apasionados británicos denominado Wargames Research Group.
En poco tiempo, el número de participantes barceloneses en los juegos de guerra fue en aumento y se extendió a una nueva generación de jugadores, tales como Enrique Jimeno, Carlos Niño, Pere Martínez, Joan Parés, Lluís Salvador, Miquel Barceló, Lluís Julià, Dick Batista y algunos otros. Estos cuatro últimos (Salvador, Barceló, Julià y Batista) fueron los primeros españoles en traer, por encargo postal, un juego de rol de Estados Unidos a España. El primero de los tres fue Miquel Barceló, que era y sigue siendo un apasionado de la ciencia ficción. En 1977 supo que en Estados Unidos acababa de ser publicado un juego de ciencia ficción titulado Traveller. Encargó una caja del juego a la editorial que lo publicaba, Game Designers' Workshop, pero el envío tardó en llegar así que renovó el encargo. La editorial estadounidense envió entonces una segunda caja, esperando que esta vez llegara a su destinatario. El primer envío llegó de todos modos, aunque con retraso, y Barceló, al encontrarse con dos cajas de un mismo juego, decidió darle una de las dos a Lluís Salvador, quien se leyó el reglamento. Al dirigirles una primera partida tanto a Barceló como a otros de sus amigos, Salvador se convirtió en el primer director de juego de España. Dos años después, en 1979, se inauguró una tienda especializada en juegos de tablero y de rol: Joc Play. Esta pequeña empresa, fundada por Isidro Martínez Aguado, fue la primera en España en estar especializada en la importación de wargames y de juegos de rol. Joc Play acababa de traer de LondresDungeons & Dragons, en una de las primeras versiones de la primera edición del juego, versión conocida como white box («caja blanca»). A diferencia de Traveller, que usaba dados de seis caras (en forma de cubo), Dungeons & Dragons usaba dados con otras formas poliédricas, por lo que los dados contenidos en las cajas de Dungeons & Dragons fueron los primeros dados de rol en llegar a España. Hizo falta esperar a que llegaran los años 80 y que los juegos de rol fueran más populares para que las tiendas españolas empezaran a importar dados de rol y a venderlos por separado.
Los primeros juegos de rol empezaban a llegar a España a finales de los años 1970, pero en esos años el público aficionado a juegos de simulación seguía siendo minoritario y era principalmente practicante de juegos de guerra sobre diorama o tablero. Aun así, fue de entre esta segunda generación de jugadores de wargames, la de los años 70, de donde surgió el primer club español de juegos de simulación y rol. Todo empezó cuando en 1977 se estaba constituyendo en Barcelona una asociación de antiguos aviadores de la república, conocida como el Aeri Popular de Catalunya, cuyos estatutos legales fueron aprobados en 1978 por el presidente Tarradellas. El caso es que a finales de 1977, mientras constituían el Aeri Popular de Catalunya, hoy en día rebautizado en A. D. A. R. (Asociación De Aviadores de la República), esos pilotos republicanos veteranos decidieron que su asociación tendría una sección juvenil. Para la creación de dicha sección los principales del Aeri Popular, entre ellos Jaume Mata Romeu o Antonio Vilella Vallès, nombraron jefe de sección a Alfons Cànovas. Este introdujo en dicha sección juvenil a sus compañeros de juego, que por aquellos entonces se contentaban con jugar a wargames en unas pocas tiendas de modelismo que les dejaban su autorización, primero Mainada y luego Spotter, hoy en día desaparecidas. Al año siguiente, a principios de 1978, en los locales del Aeri Popular se creaba pues oficialmente Maquetismo y Simulación, el primer club de juegos de simulación y rol de España. Sus seis socios fundadores fueron Alfons Cànovas (que fue quien propuso el nombre maquetismo y simulación), Andreu Baget, Joaquín Tena, Enrique Jimeno, Carlos Niño y Lluís Salvador. En 1979 Joaquín Tena propuso que el club publicase su propio boletín, naturalmente dedicado a los juegos de simulación. Alfons Cànovas dio su aprobación y así surgió MS (iniciales de «Maquetismo y Simulación»), la primera publicación española dedicada a juegos de simulación y rol.

## Años 1980: los inicios editoriales del rol en España
Los principales colaboradores de la primera serie de números de MS fueron principalmente Joaquín Tena y Lluís Salvador, así como algunos de los socios que se habían afiliado poco después de la fundación del club, como Xavier Pérez Rotllán, los hermanos Cebrián (Juan Carlos Cebrián y Francisco Javier Cebrián), Juan Soteras o Jordi Zamarreño. En sus cuatro primeros números, de 1979 y 1980, MS fue simplemente el boletín interno de la sección de mismo nombre, en el seno del Aeri Popular de Catalunya. El boletín estaba escrito con máquina de escribir y fotocopiado en una tirada muy limitada de ejemplares. En 1981 algunos socios fundadores dejaron el club y fueron reemplazados en sus funciones directivas por socios más recientes, con Pérez Rotllán a la cabeza. Los números 5 a 8 siguieron siendo los de un simple boletín informativo, pero ahora tenían una portada y un logotipo de Maquestismo y Simulación. Fue a partir del número 9, en enero de 1984, que MS adquirió el estatus oficial de revista cuando Xavier Pérez Rotllán la registró por primera vez en el depósito legal. MS, que fue publicada en total a lo largo de 17 números de 1979 a 1985, fue la primera publicación española cuyo contenido incluía a los juegos de rol, pero no estuvo exclusivamente especializada en ellos. La afición propiamente dicha a los juegos de rol fue en aumento a lo largo de los primeros años 80 sobre todo gracias a la importación de las diferentes ediciones originales en inglés de Dungeons & Dragons y gracias también a la traducción francesa del juego, de 1983. Dungeons & Dragons no fue el único juego de rol importado en aquellos años y la afición española también descubría otros juegos de rol estadounidenses, a los que se jugaba tras haber adquirido los manuales en inglés o francés. Las prácticas del fotocopiado y de la traducción mecanografiada contribuyeron también a que se formara una comunidad de jugadores que se apasionaban por esta nueva clase de juegos. Este aumento progresivo de la afición a los juegos de rol hizo posible que a mediados de los años 80 el mercado español estuviese ya maduro para la publicación de rol a nivel profesional. Las dos editoriales pioneras en la publicación de juegos de rol en España fueron la gerundense Dalmau Carles Pla y la barcelonesa Joc Internacional. Dalmau Carles Pla, fundada en 1904, fue la primera al publicar en 1985 su traducción de Dungeons & Dragons. Joc Internacional, fundada a principios de 1985 por Francesc Matas Salla esencialmente para la importación de wargames, fue contratada a su vez por Dalmau Carles Pla en verano de ese mismo año para la promoción de su traducción de Dungeons & Dragons. La versión que Dalmau había traducido fue la que en Estados Unidos había sido, en 1983, una reedición de la edición subtitulada Basic Rules Set («caja de reglas básicas»), de 1977. El título mismo del juego (Dungeons & Dragons: Fantasy Role-Playing Game) fue traducido por Dalmau Carles Pla como Dungeons & Dragons, juego de fantasía role-playing. Nótese como el término «juego de rol» no era todavía de uso muy común en la lengua española y role-playing fue dejado tal cual, sin ninguna traducción que correspondiera al término mismo, el que estipulaba precisamente que se trataba de un juego de rol. En cualquier caso éste fue efectivamente el primer juego de rol publicado en España y seguramente también el primero en ser publicado en lengua española. Los aficionados al rol en países de lengua hispana se refieren todavía a él con cariño llamándolo muy a menudo «la caja roja». Dalmau Carles Pla S.A. no volvió a traducir ni publicar ningún otro juego de rol pero en 1986 tradujo y publicó tres suplementos para su edición de Dungeons & Dragons del año anterior:
- La fortaleza en la frontera (un escenario de campaña genérico, concebido para ser adaptado por el director de juego)
- El palacio de la princesa de plata (un escenario de campaña genérico, concebido para ser adaptado por el director de juego)
- La ciudad perdida (una campaña en el universo de Mystara)

De su edición de 1985, Dalmau Carles Pla había impreso 25.000 cajas rojas, pero no se vendieron con suficiente rapidez puesto que a principios de los años 90 las últimas cajas aún no vendidas a precio normal fueron vendidas a precio de oferta. En los dos años en que Joc Internacional se encargó de lanzar esa caja de Dungeons & Dragons en el mercado español, 1985 y 1986, ni Dalmau se interesó lo bastante por su propia edición del juego ni ninguna otra empresa española lo hizo tampoco, lo que provocó que el primer juego de rol publicado en España no obtuviera resultados comerciales concluyentes. Consecuentemente 1987 fue un año de incertidumbre sobre el destino de la marca Dungeons & Dragons en el mercado español, pues ninguna empresa ni editorial daba signos de retomar la licencia y dar continuidad editorial al juego en España. Finalmente, a principios de 1988, los derechos de la marca fueron comprados a TSR por una empresa barcelonesa especializada en la organización de conciertos: Doctor Music, S.L. El propietario y fundador de Doctor Music, Neo Sala, que era entonces un aficionado a los juegos de rol y un gran apasionado de Dungeons & Dragons, contrató a Luis d'Estrées como responsable de la línea de productos del juego y también contrató correctores y traductores (entre ellos Xavi Garriga, actual director de Devir Iberia) para enmendar las numerosas erratas de la traducción de Dalmau Carles Pla de 1985 y publicar además tres nuevos suplementos. El personal contratado por Neo Sala realizó la totalidad del trabajo previsto, tanto la traducción del juego como la de los tres nuevos suplementos, pero Doctor Music nunca dio el paso de publicar todo ese material pues a Sala le resultó imposible compaginar la organización de conciertos con la publicación de un juego. Debido a la falta de reactividad por parte de Doctor Music, TSR acabó por ceder la licencia a la empresa juguetera Borrás Plana, quien optó por traducir y publicar (en 1992) otra versión del juego, titulada El nuevo y fácil de jugar Dungeons & Dragons.
La edición profesional de juegos de rol tuvo pues en España, y con Dungeons & Dragons en particular, unos inicios muy tímidos. Durante sus primeros años la principal actividad rolera en el país fue llevada a cabo por la publicación de fanzines por parte de clubes y aficionados mucho más que por la acción de editores profesionales. Ya han sido mencionados anteriormente el club Maquetismo y Simulación, fundado en 1978, y su boletín (y luego revista) MS, publicado en su primera época entre 1979 y 1985. Entre tanto, en 1983, se fundaba otro club de juegos de simulación, el Club Ares, que en verano de 1986 pasó a hacer parte de una fusión con el club Alpha, fundado en aquella misma ocasión a partir de algunos socios procedentes de una escisión del club Maquetismo y Simulación. En la fusión Alpha Ares, Alpha pasó a ser responsable de los juegos de simulación (wargames y juegos de rol) mientras que el nombre de Ares fue conservado para el juego por correo. Por esta razón los dos clubes no tardaron en ser conocidos, cada uno e indistintamente, como Alpha Ares, nombre con el que todavía se identifica en la actualidad a un único club. En marzo de 1986 Maquetismo y Simulación lanzaba la segunda época de MS, pero esta vez con el título de Líder, que conservaría desde entonces. De los miembros del club el principal promotor del lanzamiento de Líder fue Xavier Pérez Rotllán, quien nombró redactor jefe a José López Jara, miembro del Club Ares. Para la maquetación y otros aspectos gráficos de la revista Rotllán atribuyó el puesto a Luis d'Estrées, un joven franco-español aficionado a los cómics que había acudido a Maquetismo y Simulación para probar los juegos de rol, de los que había oído hablar a través de la prensa francesa. Esta segunda época fue publicada a lo largo de 5 números, publicados trimestralmente entre marzo de 1986 y 1987. Luis d'Estrées no solo se ocupó de la maquetación de Líder sino que diseñó su logotipo, el primero de todos los que tendría Líder a lo largo de sus diferentes épocas. Sin embargo d'Estrées estaba entonces mucho más interesado en los juegos de rol que en los juegos de simulación bélica sobre tablero, tema principal de Líder en aquella época. Por ello, en cuanto el primer número de Líder fue publicado, en marzo de 1986, reunió a un grupo de catorce jugadores conocidos suyos, siete chicas y siete chicos, y juntos fundaron el club de rol Auryn, el primero en España en estar exclusivamente dedicado a la práctica y la promoción de los juegos de rol. En el mismo año de su fundación Auryn lanzó su propio boletín oficial, TROLL, boletín del Club de Rol Auryn, que en noviembre de 1986 se convertiría en Troll, la primera revista española dedicada exclusivamente a juegos de rol. A partir del número 5 (mayo-junio de 1987) la revista se desvinculó de Auryn y continuó como publicación independiente hasta su desaparición en 1990, siendo su última tirada la del número 25. Dos años después de desvincularse de Troll, en 1989, Auryn había lanzado una segunda revista, titulada Playrol, que publicó a lo largo de siete números hasta 1991.
Otros clubes de Barcelona, activos y fervientes promotores de los juegos de rol, fueron por ejemplo los clubes Sturmtruppen (fundado en 1985 en el distrito de Sant Martí de Provençals, Barcelona), o los clubes Kritik y Almogàvers, fundados ambos en 1989, pero otras ciudades españolas asistieron también en aquellos años 80 a la fundación de un gran número de clubes. En Madrid surgen por ejemplo el Club Héroe, el Club Dragón, el club Alas de Dragón o The Fumbler Dwarf. Alas de Dragón contribuyó a publicar por primera vez, aunque a título privado, Comandos de guerra en 1990, uno de los primeros juegos de rol de autoría autóctona española. Nacido en el año 1985 en Hoyo de Manzanares The Fumbler Dwarf («el enano pifiador») también fue un club importante, pues influyó eficazmente en el mundo de la edición para que juegos de rol como RuneQuest o James Bond 007 fueran traducidos y publicados en castellano. Miembros fundadores fueron Luis Serrano Cogollor, Ana Isabel Utande y Karl Walter Klobuznik, sendos traductores al castellano de grandes éxitos editoriales. Otros clubes también representativos del aumento exponencial de la práctica de los juegos de rol en la España de los 80 fueron, por ejemplo, Los Pelotas (de Bilbao, y uno de cuyos cofundadores fue el actual director de cine Álex de la Iglesia), el Club Avalon (de Castellón), el club Dragon Masters Juniors (de Alcorcón), el Club Mordor (de Pamplona), el Hades Realm Dragons Club (de Logroño), el Club Dreadnought (de Valencia), el club Thor (de Alicante, los clubes ACIES y Jolly Roger (de Zaragoza) y un largo etc. Este último, el Club Jolly Roger, fue uno de esos pocos clubes de rol de los años 80 que vio como su fanzine (en su caso titulado Sir Roger) alcanzaba el estatus de revista. Empezó a publicarlo en 1988 y a partir de 1993 (en su segunda época de publicación) Sir Roger se convertía en revista con tirada oficial.
Además de los ya citados Troll, Playrol o Sir Roger hubo otros ejemplos de fanzines de la época, esencialmente elementos de difusión e integración de la afición rolera en sus primeros años, antes de que la difusión de internet agilizara la comunicación entre particulares, como lo hace hoy en día. Algunos de esos fanzines fueron de calidad casi profesional mientras que otros tenían simplemente buenas intenciones o eran la aportación personal de grupos reducidos. Entre estas publicaciones de periodicidad (o aperiodicidad) diversa destacaron Mercenario, El Pergamino del Nigromante, Rosa Negra, Rock & Rol, Dana, Insomnia, Edda, La Runa etc, todos fundados en los años 80 y 90. Sin embargo, entre las publicaciones oficiales, la revista que alcanzó mayor tirada y número de suscriptores fue sin ninguna duda la revista Líder. Como ya ha sido indicado Líder había sido lanzada bajo el nombre de MS en 1979, en Barcelona, por el club Maquetismo y Simulación. En 1986 cambió su título a Líder, comenzando así la andadura de su segunda época. En 1987 la editorial Joc Internacional retomó la publicación de la revista y con una nueva serie de números lanzó su tercera época, que duraría de noviembre de 1987 (con el número 1) a enero de 1998 (con el número 62). Algunos ilustradores de Líder conocieron sus inicios precisamente a lo largo de la tercera época de la revista, que fue la que le dio la fama con la que se la recuerda aún hoy en día. Los más conocidos son Arnal Ballester, que diseñó los logotipos y las maquetaciones de Joc Internacional, además de aportar sus ilustraciones a juegos de rol y a pantallas de juego, Albert Monteys, que años más tarde, de 2006 a 2011, dirigiría la revista El Jueves, y Max, aunque este último ya había adquirido previamente cierta notoriedad gracias a su colaboración con la revista El Víbora. Aunque Joc Internacional continuaba comercializando y promocionando juegos de tablero gracias a Líder, su publicación oficial, el correo de los lectores de la revista daba buena cuenta de la gran afición que también causaban los juegos de rol, lo que llevó a la editorial barcelonesa a empezar a traducir y publicar esta clase de juegos.
El primer juego de rol publicado por Joc Internacional fue el segundo en ser publicado en España. Se trataba de una traducción de la tercera edición original estadounidense de La llamada de Cthulhu, el juego de rol oficial ambientado en el universo de terror del escritor estadounidense Howard Phillips Lovecraft. La llamada de Cthulhu fue publicado en septiembre de 1988 y al mes siguiente, en octubre, Joc Internacional publicaba su traducción de la tercera edición de RuneQuest, un juego de rol que la editorial Chaosium había cedido en derechos de publicación (aunque no de autoría) a otro editor estadounidense, Avalon Hill. Los juegos citados hasta ahora, Dungeons & Dragons, La llamada de Cthulhu y RuneQuest, se encontraban originalmente en Estados Unidos en formato de caja, como la mayor parte de los juegos de rol estadounidenses de la época. La caja de un juego de rol típico podía contener dos o tres libretos de reglas, hojas de personaje, dados, mapas, planos etc. Dalmau Carles Pla había conservado el formato de caja para su traducción de Dungeons & Dragons pero para sus traducciones de La llamada de Cthulhu y RuneQuest, así como para todos los juegos de rol que publicaría a partir de entonces, Joc Internacional decidió reunir los contenidos de libretos y otros textos traducidos en el formato de un único libro encuadernado en cartoné (o «tapa dura», como también se llama popularmente a este tipo de encuadernación). Esta acertada política de traducción e impresión en formato de libro por parte de Joc Internacional (pues en realidad un juego de rol no necesita ni tablero ni nada contenido en una caja) hizo que desde los inicios del rol en España el formato de libro fuera definitivamente dominante en los juegos de rol del país, tanto traducidos como de creación propia, con muy pocas excepciones a la regla. En lo referente a RuneQuest cabe señalar que estaba originalmente ambientado en Glorantha, el universo de ficción creado por el principal autor del juego, Greg Stafford, pero como la versión traducida por Joc Internacional era la standard edition (una de las diferentes versiones de la tercera edición original) y en esa versión el universo de Glorantha estaba omitido (pues se trataba de una versión resumida del juego) los jugadores españoles, al principio, no tuvieron claro en qué universo de ficción se debía jugar cuando jugaban a RuneQuest. No fue el caso del siguiente juego de rol publicado por Joc Internacional, El Señor de los Anillos, el juego de rol de la Tierra Media, publicado por primera vez en España en 1989. La Tierra Media de J. R. R. Tolkien era efectivamente ya entonces lo suficientemente conocida en España como para que los jugadores de El Señor de los Anillos supieran del universo de juego en el que se jugaban las partidas, además de que el juego lo estipulaba sin ninguna ambigüedad. La traducción y publicación de El Señor de los Anillos, el mayor éxito de Joc Internacional, se debió en parte al azar. Tal como lo cuenta Matas Salla en una nota que él añadió bajo forma de epílogo a las últimas páginas del libro, el 25 de diciembre de 1988 una periodista comentó (en el suplemento dominical de un periódico de amplia distribución) la llegada a España de una nueva clase de juegos, citando tres títulos: La llamada de Cthulhu, RuneQuest y El Señor de los Anillos, pero este último no había sido publicado en España, solo los dos primeros. La reacción del público, que naturalmente no podía encontrar en tiendas y librerías un libro que no había sido aún publicado, fue tal que Joc Internacional se puso a trabajar en la traducción del juego, que finalmente vio la luz en septiembre de 1989.
Paralelamente al desarrollo de los juegos de rol la década de los 80 asiste a la organización en España de los primeros encuentros y jornadas lúdicas. Las primeras jornadas nacionales en ser organizadas en el país fueron las JJES (Jornadas de Juegos de Estrategia y Simulación), celebradas el 8 y el 9 de diciembre de 1984 en Zaragoza. Pero las JJES de Zaragoza no tuvieron una continuidad significativa en el tiempo y la primera vez que unas jornadas nacionales españolas alcanzaron una repercusión y una regularidad importantes fue con las JESYR (Jornadas de Estrategia, Simulación Y Rol), que celebradas por primera vez en Barcelona en diciembre de 1986 se siguieron celebrando en la ciudad condal todos los años a lo largo de cinco ediciones hasta 1991 (la edición de 1990 había sido anulada). En el año de su creación las JESYR fueron una iniciativa de Joc Internacional, materializada en el Centro Cívico de las Cocheras de Sants con la ayuda de tres clubes locales (Maquetismo y Simulación, Alpha y Auryn). Ludocentre, una empresa privada fundada por funcionarios del ayuntamiento de Barcelona con el objetivo de impulsar las iniciativas lúdico-culturales, se unió a Joc Internacional y a los clubes locales a partir de la edición de 1987, pero desde que Ludocentre y Joc Internacional dejaron de contar con el apoyo de los clubes, que financieramente no pudieron seguir sosteniendo el proyecto, las JESYR dejaron de ser celebradas a partir de 1991, año de la última edición. Hubo entonces que esperar a la primavera de 1994 para que Joc Internacional asumiera la responsabilidad de relanzar las jornadas, esta vez bajo la imagen de su marca y rebautizadas Dia de JOC. Los carteles de reclamo, que según el año estaban firmados por Arnal Ballester o por Max, incluyeron versiones tanto en catalán (Dia de JOC) como en castellano (Día de juego). Dia de JOC conoció en total cuatro ediciones hasta 1997, último año en que la editorial organizadora estuvo en actividad, pero ya en su tiempo las JESYR habían demostrado que un público numeroso podía afluir a encuentros y jornadas de juegos de rol y de guerra. Fue basándose en esa constatación como unas de las jornadas de juegos más famosas del mundo, las Gen Con (Geneva Conventions, celebradas regularmente en Estados Unidos), fueron importadas de Estados Unidos a Barcelona. Las primeras Barcelona Gen Con empezaron en 1994, seguidas de las que se celebraron en 1995, 1996, 1999 y 2004. Además de preparar el terreno para que pudieran ser celebradas en España convenciones de la talla de las Gen Con las JESYR también dieron pie a que los jugadores españoles crearan una asociación que los representara a nivel nacional. Esta asociación fue la AEJSER (Asociación Española de Jugadores de Simulación, Estrategia y Rol), fundada en Zaragoza el 23 de abril de 1988.
A finales de los años 80 los jugadores de rol españoles ya habían conocido la publicación de cuatro juegos de rol (Dungeons & Dragons, La llamada de Cthulhu, RuneQuest y El Señor de los Anillos), el primero publicado por Dalmau Carles Pla y los otros tres por Joc Internacional. En esos últimos años 80 Dalmau Carles Pla ya se había retirado del mercado de los juegos de rol y Joc Internacional se encontraba sola, siendo ella quien realmente había lanzado con fuerza la industria del rol en España. Sin embargo en 1989 llegó Diseños Orbitales, que tradujo y publicó el juego de ciencia ficción Traveller en octubre de ese año. Fue el inicio de la aparición de numerosas editoriales españolas de juegos de rol, muchas de las cuales, a lo largo de los años 90, iban a desaparecer casi tan pronto como habían aparecido.

## Años 1990: la consolidación del rol español
Como ya ha sido señalado, las editoriales que publicaron juegos de rol en la España de los años 80 estuvieron todas afincadas en Cataluña (primero en Gerona con Dalmau Carles Pla y luego en Barcelona con las editoriales Joc Internacional y Diseños Orbitales). En los años 90 el rol español sale de Cataluña para instalarse primero en Bilbao con la editorial Ludotecnia, fundada en 1990 por Igor Arriola. Otras ciudades españolas en seguida se apuntan al nuevo mercado lúdico del rol, sobre todo Madrid con editoriales como Miraguano Ediciones, M+D Editores, Ediciones Cronópolis, La Factoría de Ideas y la Sociedad Cooperativa Editorial Hastur. Madrid empieza también en estos principios de década a organizar sus primeras jornadas de juegos, con los primeros Encuentros de Juegos de Simulación de Madrid (los ENJUSIM, organizados por el Club Héroe y celebrados los días 20, 21 y 22 de abril de 1990 en el Centro Cultural Nicolás Salmerón, situado en la calle Mantuano). Fuera de Barcelona y Madrid, al menos en los años 90, la actividad editorial es minoritaria, aunque pueden citarse algunas ciudades en las que se fundan pequeñas editoriales de rol: en Zamora aparece la editorial Shirasagi Ediciones, en Zaragoza el Grupo Editorial Larshiot y en Palma de Mallorca la editorial Kerykion. Barcelona seguirá siendo, todo a lo largo de la década, un centro importante de difusión de juegos de rol, con la creación de editoriales nuevas (Farsa's Wagon, Yggdrasil Jocs, La Caja de Pandora) y la publicación de juegos de rol por parte de editoriales que hasta entonces no los habían publicado (Borrás Plana, Ediciones Zinco, Ediciones Martínez Roca). Estas tres últimas fueron las que relanzaron, cada una en una edición diferente, el juego que Dalmau Carles Pla había dejado de editar en el curso de los años 80: Dungeons & Dragons.
Con esta profusión de editoriales de rol, la de los años 90 fue la década que vio nacer los primeros juegos de rol de producción autóctona española. En febrero de 1989 Juegos de mesa y figuras, S.L. anunciaba en la revista Líder el lanzamiento al mercado de Edad Heroica, «el primer juego de rol español hecho por españoles». Los días 12 y 13 de mayo de 1990, durante el IV Cap de Setmana (en catalán, «fin de semana») organizado en Barcelona por el club Sturmtruppen, el público asistente pudo jugar a Western, un juego de rol ambientado en el Oeste americano y diseñado por Javier Seco, miembro de dicho club organizador. En realidad, en los años 80 y 90, hubo muchos otros juegos de rol españoles amateurs o «caseros» que no conocieron nunca publicación oficial alguna, como fue el caso de Edad Heroica y Western. El título de primer juego de rol español de la historia podría llevárselo Comandos de guerra (un juego de 1990 ambientado en la Segunda Guerra Mundial) pero fue publicado a cuenta de su autor, Juan Carlos Herreros Lucas, cofundador del club de rol Alas de Dragón, de Madrid. Se trataba, una vez más, de una «edición casera» de 25 ejemplares, una primera edición que no tuvo difusión oficial, aunque el juego conocería una segunda edición, esta vez oficial, en 1994 y una tercera en 2003. El primer juego de rol español con registro de ISBN es Aquelarre, diseñado por Ricard Ibáñez Ortí (miembro del club Auryn, de Barcelona) y publicado por Joc Internacional en noviembre de 1990. Desde su publicación se le ha considerado siempre oficialmente como el primer juego de rol español. Al año siguiente, en 1991, se publican dos nuevos juegos de rol españoles: en abril Ludotecnia publica Mutantes en la sombra (diseñado por José Félix Garzón e Igor Arriola), un juego de intriga, espionaje y operaciones especiales, basado en la premisa de la existencia de personas con poderes que tratan de ocultarse de la manipulación de los gobiernos, y en noviembre Miraguano Ediciones publica Fuerza Delta, juego de rol de ciencia ficción. Ludotecnia por su parte se caracterizará, incluso hasta la actualidad, por producir y publicar siempre sus propios juegos en vez de traducir juegos extranjeros. En 1992 publica Ragnarok (de Carlos Monzón), un juego de investigación sobre ocultismo y sucesos paranormales, y en 1994 ¡Piratas! (de Juan Antonio Romero-Salazar), un tema clásico que hasta entonces había estado ausente del panorama rolero español. Mientras tanto, en Barcelona, Diseños Orbitales y Joc Internacional siguen publicando. Diseños Orbitales, después de Traveller en 1989, publica en 1990 otro juego de ciencia ficción, MechWarrior, que no es más que el juego de rol del universo de ficción de un juego de tablero que también traduce y publica en ese año: BattleTech. En 1993 continúa con la ciencia ficción al traducir y publicar Shadowrun pero se reorienta hacia el terror gótico al introducir en España en ese mismo año un juego que marcará profundamente a la afición, Vampiro: la mascarada, y que será retomado al año siguiente, en 1994, por La Factoría de Ideas.
Joc Internacional tampoco permanece inactiva: a lo largo de los años 90 reimprime varias veces RuneQuest, La llamada de Cthulhu y El Señor de los Anillos, gracias al éxito que obtienen (este último llega incluso a alcanzar los 125.000 ejemplares vendidos). Publica Aquelarre en 1990 pero también continúa a lo largo de la década con la traducción de juegos extranjeros: Star Wars y Car Wars en abril de 1990, James Bond 007 en mayo de 1990, Príncipe Valiente en octubre de 1990, Stormbringer en noviembre de 1990, Paranoia en abril de 1991, Los Cazafantasmas en marzo de 1992, Pendragón en septiembre de 1992, Rolemaster en 1993, In Nomine Satanis - Magna Veritas en octubre de 1994, Nephilim en 1995 y Deadlands y Elric (una de las ediciones de Stormbringer) en 1997. Coincidiendo con los juegos de Joc Internacional llega también a España el juego de tablero HeroQuest, que sin ser estrictamente un juego de rol fue un gran difusor de algunos de los principios de los juegos de rol en el público general (los jugadores no hacían avanzar ejércitos sobre el tablero sino personajes individuales, uno por jugador, como en un juego de rol). La primera edición, de 1989, introducida en España en 1990 por MB España S.A., tenía fallos de traducción graves (el personaje del elfo estaba traducido como «duende troll»), fallos que fueron corregidos en las ediciones de 1991 y 1992.
M+D Editores contribuye a la producción nacional en enero de 1993 con Far West, primer juego de rol español «del oeste» en ser publicado oficialmente, y a finales de año, en diciembre, traduce el juego de ambientación futurista Cyberpunk 2020. El paralelismo de Far West con ¡Piratas!, Aquelarre y Comandos de guerra es evidente: las editoriales españolas llenaron el hueco de los juegos de rol históricos con producciones nacionales antes de traducir juegos extranjeros que abordaban esas mismas temáticas. Del mismo modo Ragnarok también fue el homólogo español del juego francés Nephilim, también versado sobre ocultismo. Un año después de su traducción de Cyberpunk 2020 M+D traduce en 1994 dos nuevos juegos hasta entonces inéditos en España: Kult y Mutant Chronicles.
Por su parte Dungeons & Dragons vuelve a aparecer en España en 1992 con la publicación de dos juegos de la franquicia, pero publicados por dos editoriales diferentes: Ediciones Zinco, que hasta entonces se había ocupado esencialmente de publicar historietas, tradujo y publicó en marzo la segunda edición de Advanced Dungeons & Dragons. Para esta edición del juego Zinco tradujo numerosas ambientaciones, como Ravenloft, Dragonlance, Reinos Olvidados y Sol Oscuro. El otro Dungeons & Dragons español de 1992 fue una versión en formato de caja titulada El nuevo y fácil de jugar Dungeons & Dragons. La versión original en inglés (The New Easy to Master Dungeons & Dragons) fue titulada provisionalmente Dungeons & Dragons Game System. El tablero contenido en la caja hacía de esta edición del juego una versión ambivalente (juego de rol y juego de tablero) pero la mayor parte de jugadores tuvieron tendencia a ignorar el tablero y a jugar directamente a rol. Esta edición fue traducida y publicada por Borrás Plana, empresa especializada en la industria juguetera y en los juegos de tablero.
Ediciones Zinco también tradujo al español dos juegos de ciencia ficción: la segunda edición corregida de Shadowrun y otra segunda edición, la de MechWarrior (las ediciones anteriores de estos juegos eran las que habían sido publicadas por Diseños Orbitales) así como la revista Dragon, que promociona su Advanced Dungeons & Dragons. Casi al mismo tiempo que Joc Internacional Ediciones Zinco cierra sus puertas en 1998 y la edición siguiente de Advanced Dungeons & Dragons, la segunda edición revisada, la publica Ediciones Martínez Roca, que ya en 1995 había publicado su primer juego de rol al traducir Castillo de Falkenstein, un juego de rol de ambientación steampunk. Del mismo modo que Zinco había introducido en España la revista Dragon para la promoción de su segunda edición de Advanced Dungeons & Dragons Martínez Roca adaptó a España la revista Dungeon para la segunda edición revisada del juego, revista que hasta entonces ninguna editorial había publicado nunca en España.
Además de estas grandes editoriales, también cabe mencionar otras editoriales más pequeñas:
- En Zaragoza el Grupo Editorial Larshiot publica Analaya, tormenta de arena en 1992.[74]
- Farsa's Wagon publica en 1993 la segunda edición de Fanhunter,[75] un juego paródico cuya primera edición (1992) había consistido en 500 ejemplares fotocopiados a título privado.
- La mallorquina Kerykion traduce Ars Magica[76] en noviembre de 1993, un juego de rol ambientado en la «Europa mítica» del siglo XIII, pero en la que ciertas órdenes de magos guardan celosamente sus secretos.
- Ediciones Cronópolis publica algunos juegos de producción nacional: Universo, el juego de rol multiambiental[77] (septiembre de 1993), Jurasia[78] (diciembre de 1993), la segunda edición de Comandos de guerra[79] (septiembre de 1994) y Superhéroes Inc.[80] (primer juego de rol español versado en el tema de los superhéroes, marzo de 1995).
- Yggdrasil Jocs publica en 1995 Espada y brujería,[81] el primer reglamento de rol en vivo de autoría española (el juego de rol en vivo que Joc Internacional había publicado en 1991, Killer, era la traducción de un juego estadounidense de 1982).
- La Editorial Heliópolis publica El caso del crimen del contable en 1995.
- Shirasagi Ediciones (fundada en Zamora) publica Feeria en febrero de 1996.[82]
- La Caja de Pandora, editorial de Barcelona, publica en 1999 la segunda edición de Aquelarre.
- Ediciones Sombra (fundada en Madrid pero actualmente con sede en Manises, Comunidad Valenciana) publica su primer juego de rol en enero de 2000: EXO: juego de rol e interpretación de ciencia ficción.[83]
- La Sociedad Cooperativa Editorial Hastur, afincada en Madrid, publica Ert, la era de los poderes[84] en diciembre de 1999.

Junto a los juegos de rol también comienza a desarrollarse una incipiente industria de literatura, videojuegos y variada mercadotecnia. También cabe destacar el rápido desarrollo en los años 1990 de revistas y publicaciones diversas relacionadas con el rol (literatura fantástica, ciencia ficción, juegos de estrategia etc.). Entre algunas de las revistas destacan las ya citadas Troll, Playrol, Sir Roger, Líder, Dragon y Dungeon pero también surgen Gigamesh, Asuntos Internos, Dosdediez, Sire, Nereid etc. Muchas de estas revistas están directamente relacionadas con las editoriales de juegos de rol que las editan o con las librerías que las distribuyen (como es el caso de la revista de la librería Gigamesh) pero los propios aficionados también siguen aportando su visión y perspectiva al mundo de los juegos de rol mediante los fanzines.
Hacia 1994 Joc Internacional sufre dificultades financieras, motivadas sobre todo por la excesiva competencia, la falta de aceptación de otros juegos y la introducción de los juegos de cartas coleccionables, entre los que se encuentra Magic: el encuentro, un mercado en el que Joc Internacional no consigue introducirse. Productos y maquetaciones comienzan a perder calidad y aceptación, las ventas disminuyen y en 1998 la editorial firma su balance de cierre. Su último juego publicado fue el ya citado Elric, en octubre de 1997, pero stricto sensu su última publicación fue el suplemento de MERP La lucha entre parientes. En cuanto a Líder, la etapa de Joc Internacional acabó con el número 62 (de enero de 1998), pero la publicación fue retomada de 1999 a 2002 por La Caja de Pandora y de 2002 a 2003 por Proyectos Editoriales Crom, siendo 2003 el año en que su publicación fue definitivamente abandonada. Con Joc Internacional desaparecía la editorial que había generado el impulso editorial del rol en España, además de la que había aportado numerosas innovaciones: no solo con creaciones españolas como Aquelarre en 1990 u Oráculo en 1992 (de Joaquim Micó, un juego basado en la mitología griega) sino también con otras novedades en la península como la traducción del primer reglamento de rol en vivo (publica el juego Killer en junio de 1991, primer juego de rol en vivo publicado en España). También fue la primera editorial en traducir juegos al catalán con El Senyor dels Anells, el joc de rol de la Terra Mitjana (primera publicación en 1992, por traducción, de un juego de rol en catalán) y La crida de Cthulhu (traducido en 1996). Joc Internacional incluso llegó a publicar juegos propios en catalán: Almogàvers fue el primer juego de rol originalmente en catalán (creado por Enric Grau en 1994 y publicado por Joc Internacional en enero de 1995). El segundo fue Tirant lo Blanc, creado por el mismo autor a partir del mismo sistema de juego y publicado por Joc en 1996.
En aquellos últimos años 90 el relevo de Joc Internacional en el mercado de los juegos de rol en España fue asumido, esencialmente, por La Factoría de Ideas, que había retomado la traducción de Vampiro: la mascarada allí donde Diseños Orbitales la había dejado (La Factoría de Ideas, en 1994, había publicado la segunda edición del juego mientras que Diseños Orbitales, en 1993, había traducido y publicado la primera). Con esta nueva edición de Vampiro en España La Factoría de Ideas iniciaba una amplia labor de traducción y publicación de los juegos de rol del llamado Mundo de Tinieblas, el principal universo de ficción de la editorial estadounidense White Wolf. Algunos ejemplos, además de Vampiro: la mascarada, fueron Hombre Lobo: el apocalipsis (traducido y publicado en 1995), Mago: la ascensión (1996), Vampiro: Edad Oscura (1996, reeditado en 2003 en una nueva línea de manuales como Edad Oscura: Vampiro), Wraith: el olvido (1997), Changeling: el ensueño (1997) o Mago: la cruzada (1999). Asimismo, la editorial madrileña también adquirió los derechos de traducción de numerosos juegos de Joc Internacional, como La llamada de Cthulhu (del que tradujo la quinta edición revisada en 1998, la denominada «edición 5.5») o El Señor de los Anillos (del que tradujo la segunda edición en 1999), y también introdujo juegos nuevos en España, como el sistema de juego genérico GURPS (en 1995), Warhammer Fantasía (en 1997), La Leyenda de los Cinco Anillos (en 1998) o 7º Mar (en 2000).

## Años 2000: disminuye el volumen editorial
A partir del año 2000 empieza a producirse en España una cierta saturación del mercado del rol. La aparición de nuevas alternativas lúdicas como los videojuegos o los juegos en línea y sobre todo la excesiva piratería informática comienzan a hacerse sentir sobre las editoriales españolas, y especialmente sobre La Factoría de Ideas, que a finales de la década empieza a reducir su ritmo de producción y calidad, concentrándose más en el mercado literario y de productos derivados y no tanto en el de los juegos de rol. Otras editoriales, con perspectivas más modestas, siguen publicando a un ritmo menos arriesgado. Aun así las editoriales que ya se encuentran en el mercado al empezar la década siguen publicando más o menos regularmente: Ludotecnia solo publica Quidam en 2004 pero La Factoría de Ideas prosigue su programa de traducciones de los juegos de Mundo de Tinieblas (Cazador: la venganza en 2001, Momia: la resurrección en 2002, Demonio: la caída en 2003, Vampiro: el requiem en 2004, Hombre lobo: el exilio en 2005 y Mago: el despertar en 2007). Pero Mundo de Tinieblas no es el único universo de ficción que La Factoría de Ideas propone para jugar a rol, también sigue traduciendo nuevas ediciones de los juegos cuyas licencias de traducción había recuperado de Joc Internacional, como Rolemaster Fantasía, La llamada de Cthulhu (ya no la «edición 5.5» que había publicado en 1998 sino una edición en 2002 para sistema d20) o El Señor de los Anillos (y de nuevo ya no la segunda edición del juego de Iron Crown Enterprises, que había publicado en 1999, sino el nuevo juego de Decipher, que traduce y publica en 2002 y que es un juego completamente diferente). Por su parte Ediciones Sombra no abandona tampoco el mundo de la edición y publica la tercera edición de Comandos de guerra en mayo de 2003, además de nuevos juegos como Pangea (2003), Rol Negro (2005) o EXO 3464 (2008).
Al mismo tiempo surgen otras editoriales como Devir Iberia o Edge Entertainment, que presentan juegos nuevos o compran las licencias de Joc Internacional. Devir Iberia, por ejemplo, con sede en Barcelona, aporta el Juego de rol del capitán Alatriste en 2002, juego creado por Ricard Ibáñez y basado en la novela del personaje de mismo nombre (Ricard Ibáñez ya había sido autor de Aquelarre en 1990). Devir también traduce juegos de gran distribución como Star Wars en 2003 y Juego de Tronos en 2006 (el juego de Star Wars no era el de West End Games que Joc Internacional había traducido en 1990, definitivamente descatalogado, sino el de la nueva versión creada con el sistema d20 por Wizards of the Coast). Destaca la introducción por parte de Devir de la 3.ª edición de Dungeons & Dragons (y posteriormente la tercera edición revisada, comúnmente denominada Dungeons & Dragons 3.5), que constituyen una alternativa al Sistema Narrativo de Mundo de Tinieblas y cuyo sistema de juego, con la apertura del sistema d20, se extiende a numerosos juegos.
La sevillana editorial Edge Entertainment se encarga de traer a España juegos como De Profundis (publicado en 2002), Dragonlance d20 (publicado en 2003, una adaptación del universo de Dragonlance al sistema d20), Anima: Beyond Fantasy (publicado en 2005) y Conan, el juego de rol (también publicado en 2005). Este último es, de los pocos juegos de rol estadounidenses ambientados en la Era Hiboria de Conan el Bárbaro, el único que ha sido traducido hasta ahora en castellano.
En la primera mitad de la década surgen algunas pequeñas editoriales. En Madrid Libros Ucronía aporta Anno Domini Adventus Averni ad Terram (2000), El legado de Rader (2001, juego concebido para el sistema d20) y el juego de humor Mochos: Ziquitaque Nau (2001). En León la Asociación Juvenil de Interpretación Lúdica de León publica Atlantis 2213 (2001, segunda edición del juego amateur Atlantis 2183, que el fanzine Rosa Negra había creado en 1995). En Vizcaya dos editoriales, Astiberri Ediciones y la Asociación Cultural Forjadores, crean respectivamente El asesino invisible en 2001 y Liber rolis en 2004. En Avilés (Asturias) la editorial Alkaendra publica Alkaendra, los sueños perdidos (2002). En Aznalcázar (Sevilla) Sentinel Studio edita Xtraídos (2004).
También en la primera mitad de los 2000 se extiende la moda del juego de rol paródico. La Factoría de Ideas parodia su propio mundo de tinieblas y de vampiros con Fanpiro en 2001, una adaptación del juego de rol Fanhunter. Planeta DeAgostini (editorial barcelonesa) hace lo mismo a partir de Fanhunter pero esta vez parodiando la ciencia ficción, con el juego Outfan (publicado en 2002). Otras editoriales que publican exclusivamente o casi excluvivamente juegos de rol paródicos son el Mono Morao (con Teatro demente, 2001) o Proyectos Editoriales Crom, que en 2002 publica varios juegos de rol paródicos, como por ejemplo El Señor de los Pardillos, el juego de rol de la Tierra a Medias, Mili KK, el juego de rol de la puta mili (que ya anteriormente, en 1993, había sido publicado en las páginas del número 33 de la revista Líder) y Bribones, el juego de rol. La Cocoguawa (en Oviedo) también se une a la parodia rolera con otros tres juegos de rol publicados en 2002: El juego de Rol Flynn, Moffet Babies, el juego de rol de los bebés mofeta y Piltrufos, el juego de rol piltrufantemente piltrufero. La moda se pasa pronto y los últimos juegos de rol paródicos son los que publican JMV Cómics (Jesús Martínez del Vas Cómics, de Madrid, publica El rol de los panchitos en 2004) y Megara Ediciones (que publica El rol de los idiotas en 2005). Más que juegos de rol paródicos estas publicaciones son sobre todo parodias de juego de rol, pues el mercado ya no es lo que era y el mundo de la edición, mediante la parodia, muestra de algún modo la plena consciencia que tiene de la situación.
En la segunda mitad de los años 2000 se produce sin embargo una revitalización del sector de la mano de nuevas editoriales como Nosolorol Ediciones o Maqui Edicions. Nosolorol Ediciones (fundada en Madrid en 2005) crea y publica nuevos juegos de rol españoles, como por ejemplo sLAng, a quemarropa (2005), Lances (2006), Inocentes (2007), Fábulas, historias de la sociedad de cuentacuentos (2007), Roleage (2008) o Arcana Mvndi (2009), entre otros, y traduce algunos publicados previamente en Estados Unidos, como Mutants & Masterminds o Usagi Yojimbo, ambos traducidos y publicados en 2006. En cuanto a Maqui Edicions se trata de una editorial que surge en Gerona en 2006 para relanzar la publicación de juegos de rol en catalán, tal y como Joc Internacional lo hacía ya en los años 90. De este modo, en diciembre de 2009, traduce al catalán el juego de Clinton R. Nixon Donjon con el título Cataus. En cambio Tíbet, el juego de rol, lo había traducido en dos ediciones separadas, una en catalán en abril de 2009 y otra en castellano en septiembre de ese mismo año. En otras lenguas peninsulares se vuelve también a intentar publicar trabajos serios de creación propia: si en los años 90 la lengua catalana había gozado de la creación de juegos de rol como Almogàvers (1995) o Tirant lo Blanc (1996) en la década de los años 2000 les llega el turno al gallego y al euskera, pero con intentos más tímidos, y a menudo de forma independiente y al margen de las grandes editoriales. Aun así, en 2007, se publica en Galicia As Crónicas de Gáidil, el primer juego de rol en gallego de publicación oficial. También en Galicia se celebró anualmente de 2006 a 2008 la convención Irmandiños: a revolta, un juego de rol en vivo sobre la Revuelta Irmandiña cuya edición de 2007 fue recogida en el Libro Guinness como la más concurrida de España.
De manera generalizada la década de los años 2000 vio como los juegos de rol se iban pasando un poco de moda en España y aunque el sector se fue estabilizando la industria del rol tuvo que acostumbrarse a compartir potenciales e importantes partes de mercado con otras alternativas de ocio, como los videojuegos en línea. Es precisamente hacia internet hacia donde se fueron volviendo cada vez más los editores y diseñadores de juegos de rol: además de foros temáticos también existieron en los años 2000 publicaciones electrónicas en línea de gran calidad, algunas ya desaparecidas, como The Freak Times, Nosolorol o La posada sin nombre, y otras todavía publicadas en la actualidad, como Desde el Sótano (a cargo de Ediciones Sombra), Fanzine Rolero o Aventuras en la Marca del Este.

## Años 2010: hacia una nueva afición
A pesar de la preponderancia doméstica que ha ido tomando internet, el reunirse entre amigos alrededor de una mesa para jugar a juegos no electrónicos sigue atrayendo a una buena parte del público. Prueba de ello es que aunque el número de editoriales de rol todavía en actividad haya disminuido (La Factoría de Ideas, Devir Iberia, Edge Entertainment, Ediciones Sombra, Nosolorol Ediciones, y Maqui Edicions, entre otras, siguen siendo activas) el número de jornadas y de encuentros no hace sino aumentar y poco a poco está reuniendo a cada vez más participantes, tanto jugadores de rol veteranos como recientes iniciados o simples curiosos deseosos de descubrir nuevas clases de juegos. Ediciones Sombra, que por ejemplo no había organizado jornadas de encuentro hasta entonces, organizó en Valencia durante los días 19, 20 y 21 de febrero de 2010 sus primeras jornadas, a las que denominó Som Con Uno Cero. Estas nuevas jornadas y encuentros celebrados en torno al tema de los juegos de rol se añaden en realidad a las jornadas ya creadas en los años anteriores, como las Jornadas Alpha Ares de Barcelona (organizadas por el club Alpha Ares, esencialmente en torno a juegos de guerra históricos) o las jornadas Ayudar Jugando, que se celebran desde 2003, también en Barcelona y con vocación humanitaria, pues los beneficios recaudados se destinan a diferentes causas relacionadas con los niños necesitados.
Por otro lado, el creciente fenómeno social del juego acompaña inevitablemente al de la actividad editorial, lo que impulsa a seguir traduciendo juegos extranjeros (como Canción de hielo y fuego, traducido y publicado por Edge Entertainment en febrero de 2010) o a seguir publicando nuevos juegos españoles, como el juego de rol 1808, publicado en julio de 2010 por Ediciones Sombra y ambientado en la Guerra de la Independencia Española. De entre los juegos de rol creados en España en 2010 destaca uno de los así llamados retroclones (juegos editados en los años 2000 o 2010 pero que por nostalgia de sus autores reproducen o imitan ediciones precisas del pasado). Se trata de Aventuras en la Marca del Este, juego español editado por el sitio web de mismo nombre, el anteriormente mencionado, y que se caracteriza por estar claramente inspirado en la famosa «caja roja» de Dungeons & Dragons. De hecho esta última ya ha tenido ocasión de ser retroclonada en España con la traducción de la primera caja de Dungeons & Dragons Essentials, una serie de manuales y suplementos de la cuarta edición de Dungeons & Dragons. Esta nueva caja roja está concebida y maquetada en el estilo de su predecesora de los años 80, aunque esta vez adaptada en septiembre de 2010 a las reglas de la cuarta edición. Aparte del fenómeno de moda de los retroclones también se reeditan en España clásicos de producción nacional, como es el caso de la tercera edición de Aquelarre, lanzada al mercado por Nosolorol Ediciones mediante el sistema del mecenazgo, que consiste en imprimir una primera tirada de ejemplares en función de un determinado número de encargos precomprados vía internet, o también otra tercera edición, la de Mutantes en la sombra, que Ludotecnia ha vendido bajo licencia a Edge Entertainment y cuya publicación está prevista para una fecha próxima.
Durante el año 2010 también se produjo la desaparición de la editorial OkGames, una editorial de Santander, con polémica incluida ya que durante casi dos años se criticó su fórmula de prepago para el lanzamiento de CthulhuTech por no presentar unas adecuadas condiciones de seguridad para el aficionado (CthulhuTech es un juego de rol inspirado en los mitos de Cthulhu que no solo es independiente del clásico La llamada de Cthulhu sino que además sitúa a los jugadores en una ambientación de ciencia ficción). En marzo se depusieron varias denuncias por impago y a finales de mayo, sin noticias del editor, la página web oficial de OkGames desapareció sin que la editorial devolviera el dinero a algunos clientes por el prepago. La responsabilidad de llevar a cabo la edición en español de CthulhuTech fue negociada con Edge Entertainment, que publicó finalmente la traducción del juego en febrero de 2011.

## Controversias
En Estados Unidos, a lo largo de la década de los años 80, se produjo una controversia en torno a los juegos de rol, sobre todo el juego Dungeons & Dragons. Al principio se debió a la supuesta desaparición en 1979 de un joven de 18 años, Dallas Egbert III, y más tarde debido al suicidio de otro joven, suicidio del que se culpó de nuevo al juego Dungeons & Dragons. España tampoco escapó a su propia controversia sobre la práctica de los juegos de rol cuando el 30 de abril de 1994, en Madrid, se produjo un asesinato a sangre fría (el así llamado «crimen del rol»), protagonizado por Javier Rosado y Félix Martínez Reséndiz, en el marco de un truculento juego diseñado por el propio Rosado y con el único objetivo de disfrutar mediante el asesinato de una víctima elegida al azar. El sensacionalismo de los medios de comunicación en torno a la noticia generó una enorme publicidad negativa para con los juegos de rol, que irónicamente contribuyó a popularizarlos en España. La exageración y la tergiversación no solo se limitó a este caso, sino que en años posteriores varios crímenes inexplicables, profanaciones de cementerios y otros sucesos macabros fueron atribuidos a los juegos de rol. Los tópicos estadounidenses de manipulación psicológica, adoración satánica y violencia sin sentido también fueron mencionados por los diversos medios de comunicación españoles. Incluso algunos directores de cine se hicieron eco de este sensacionalismo y produjeron algunas películas como Nadie conoce a nadie y Jugar a matar (esta última basada en el caso de Javier Rosado), donde los juegos de rol aparecían vinculados a la psicopatía y asesinatos en serie. Aunque este sensacionalismo ha ido disminuyendo con el paso del tiempo, todavía aparece ocasionalmente relacionado con distintos sucesos, incluso aunque el rol esté marginalmente o nada relacionado con los mismos.
Por ello, algunos editores de manuales de rol incluyen en sus libros una advertencia bastante clara en la que se indica al lector que solo debe jugar a rol si sabe separar bien el juego de la vida real. Obviamente, como está indicado en muchos libros o manuales de rol, se debe separar la fantasía del juego de la vida real, pero no por no hacerse se debe tomar como culpable a los juegos de rol, ya que cabe recordar que hay videojuegos que simulan con máximo detalle la guerra, el vandalismo y demás crímenes y delitos pero no por ello se los debe tomar como amenazas. Los juegos de rol, tanto como el juego de ajedrez, que representa la confrontación entre dos fuerzas en un campo de batalla, deben ser tomados con respeto, interés, entusiasmo y conocimiento, ya que a delincuentes o personas violentas se las puede encontrar en cualquier contexto social, ya sea el de un juego o el de cualquier otra actividad. Que culpar a los juegos de los crímenes no sea una excusa para dejar de lado los problemas que verdaderamente acarrea una sociedad.